# پویا بختیاری
پویا بَختیاری (۱۹ شهریور ۱۳۷۱ – ۲۵ آبان ۱۳۹۸) یکی از کشته‌شدگان اعتراضات آبان ۱۳۹۸ ایران بود. او ساکن مهرشهر کرج بود و به همراه مادر و خواهرش در این اعتراضات حضور داشت. بختیاری به‌وسیلهٔ اصابت گلوله به جمجمه از سوی نیروهای امنیتی وابسته به جمهوری اسلامی ایران کشته شد. والدینش منوچهر بختیاری و ناهید شیرپیشه پس از کشته‌شدن او بازداشت شدند.

## زندگی
پویا بختیاری در ۱۹ شهریور سال ۱۳۷۱ متولد شد. او فارغ‌التحصیل رشتهٔ مهندسی برق بود و یک کارگاه کوچک متعلق به خانواده را مدیریت می‌کرد. وی قصد مهاجرت به کانادا را داشت و به خوشنویسی، شعر و تاریخ ایران علاقه‌مند بود.

## کشته‌شدن
منوچهر بختیاری، پدر پویا بختیاری، که پنج سال در جنگ ایران و عراق حضور داشته‌است، اعلام نمود که پسر ۲۷ ساله‌اش در روز ۲۵ آبان ۱۳۹۸، در خیابان رزهبان، فاز ۴ مهرشهر کرج به ضرب گلوله کشته شد. به گفتهٔ او، پویا به همراه خواهر و مادرش در دومین روز از اعتراضات مردمی به افزایش قیمت بنزین به راهپیمایی معترضان پیوست که جمجمه‌اش هدف گلوله قرار گرفت و پیش از رسیدن به بیمارستان جان باخت. او به نقل از همسرش (مادر پویا بختیاری) می‌گوید: «یک لحظه دیدم که جمعیت جنازه یک نفر را برداشتند و دیدم پسرم است» او دربارهٔ وضعیتش می‌گوید: «همسرم [به لحاظ روحی] از دست رفته‌است؛ چرا که به چشم خود مغز متلاشی پسرش را دیده‌است».
پدر پویا بختیاری در گفتگویی با مسیح علی‌نژاد گفت: «پسرم را کشتید مرا هم اعدام کنید، پسر من اهل شعر و فرهنگ بود نه اشرار، مردم خسته هستند. مسؤلان ما دزد و اختلاس‌گر هستند. برای همین به امثال پسر من می‌گویند اشرار، در حالی که اشرار، خودشان هستند.» او در مصاحبه‌ای با دیلی تلگراف گفت: «پویا سرشار از عشق به ایران بود، اما رژیم ایران مخالف این نوع ذهنیت است. آنها نمی‌خواهند این نوع تفکر برای کشور ما کار کند و آنها را با گلوله‌ها از بین می‌برند».
مادر پویا بختیاری که معلم است در بخشی از گفتگویش با وبسایت ایران وایر گفت:
در حال شعار دادن بودم که ناگهان دیدم سیل جمعیت مردم دارند به سمت پایین بلوار، جایی که من ایستاده بودم می‌آیند و فریاد می‌زنند: «می‌کشم، می‌کشم، آن که برادرم کشت.»
جسد پویا را روی دست گرفته بودند. صورت خونی پویا در حالی که بدنش روی دست مردم حمل می‌شد، آخرین تصویری است که من از او در ذهن دارم. فوراً او را به بیمارستان قائم کرج رساندیم که دیدیم دیر شده و او در همان لحظه شلیکِ گلوله جان داده‌است.
وقتی پزشکان گفتند پویا تمام کرده‌است، با صدای بلند در بیمارستان شعار دادم.— مادر پویا بختیاری
پیکر پویا بختیاری روز ۲۸ آبان ۱۳۹۸ در بهشت سکینهٔ کرج در قطعه ۲۶، ردیف ۱۳، شماره ۵۲ به خاک سپرده شد.

## ویدئوهای پیش از مرگ
پویا بختیاری روز ۲۵ آبان ۱۳۹۸ ویدئوهایی را از اعتراضات آن روز و شب فیلم‌برداری کرده‌است که پس از کشته‌شدن وی از تلفن همراه شخصی‌اش استخراج و منتشر شده‌است. در این ویدئوها پویا بختیاری پیش از اصابت گلولهٔ مأموران، جریان اعتراضات روز و شب ۲۵ آبان در کرج را روی تصاویر روایت می‌کند. او در بخشی از صحبت‌هایش روی تصاویر اعتراضات می‌گوید:
«من هم پسر کسی هستم، آمدم اینجا جان خودم را به خطر انداختم، مادرها، پدرها شما هم بگویید بچه‌هایتان بیایند بیرون»— پویا بختیاری، 

پس از انتشار ویدیوی اول توسط بی‌بی‌سی فارسی، ویدیوی کامل توسط مسیح علی‌نژاد منتشر شد و مشخص شد که بی‌بی‌سی فارسی در پخش اولیه ویدیو بخشی از سخنان پویا را سانسور کرده بوده‌است. سخنان بخش سانسور شده ویدیو:
دم همه مردم گرم، مردم این فرصت رو از دست ندین یکبار برای همیشه این رژیم تبهکار و فاسد رو که چهل ساله مردم کشور عزیز ایران رو بدبخت کرده برای یکبار از بین ببریم.— 

## برگزاری مراسم چهلم
پدر پویا بختیاری با هدف برگزاری مراسم چهلم پویا، که مصادف با ۵ دی ماه بود فراخوانی را برای یادبود کشته شدگان اعتراضات ۱۳۹۸ پیشنهاد داد. فراخوانی که با استقبال گسترده‌ای از سوی طیف‌ها و چهره‌های مختلف همراه بود. حکومت جمهوری اسلامی، با فراخواندن پدر پویا بختیاری تلاش داشت تا وی را از برپایی مراسم یادبود منع کند، منوچهر بختیاری در این خصوص گفت که سه ساعت در اطلاعات بوده و از وی خواسته شده تا مراسم را در آرامستان بهشت سکینه برگزار نکند. بختیاری در این خصوص گفت که علی‌رغم تهدیدات نهادهای امنیتی مراسم را اجرا می‌کند. علت مخالفت از سوی نهادهای امنیتی با برپایی چنین تجمعاتی، ترس جمهوری اسلامی از شکل‌گیری تجمعات اعتراضی تعبیر شد.

### دستگیری خانوادهٔ پویا بختیاری
در شامگاه ۲ دی خبرگزاری مهر از بازداشت اعضای خانوادهٔ پویا بختیاری خبر داد. دلیل بازداشت «قرار گرفتن خانوادهٔ پویا در روند پروژهٔ ضدانقلابی ورشکستگان فراری» عنوان شده‌است. نیروهای امنیتی دست‌کم ۹ تن از اعضای خانوادهٔ بختیاری از جمله یک کودک یازده ساله را بازداشت کرده‌اند. منوچهر بختیاری و ناهید شیرپیشه (پدر و مادر)، مونا (خواهر پویا) و آصف و مهرداد بختیاری (عموهای پویا)، از جمله اعضای خانوادهٔ بختیاری هستند که در شامگاه ۲ دی بدون ارائهٔ حکم بازداشت و حکم اجازه ورود به منزل دستگیر شدند و تا اواسط دی در حبس بودند. در ۱۷ دی ۱۳۹۸ اعلام شد مادر، خواهر و یکی از عموهای پویا از آزاد شده‌اند اما پدر و یکی از عموهای او همچنان در بازداشت هستند.

### ۵ دی
در ۵ دی ۱۳۹۸ در حالی که خانوادهٔ پویا همچنان در بازداشت بودند، نیروهای امنیتی، بسیج و لباس شخصی با ماشین‌های زرهی و آب‌پاش در گورستان بهشت سکینه مستقر شدند و در ورودی آن محل، ایست و بازرسی برپا شد. تصاویری که در شبکه‌های اجتماعی منتشر شد پرواز یک هلیکوپتر بر فراز این گورستان را نشان می‌دهد. طبق اخبار منتشر شده حاضران در بهشت سکینه شعار «مرگ بر دیکتاتور» سر دادند و چند تن از آن‌ها توسط نیروهای امنیتی بازداشت شدند.
به گفتهٔ بستگان پویا بختیاری، نیروهای امنیتی قطعه ۲۶ که محل دفنِ پیکر پویا در آنجا واقع شده‌است را بسته و محاصرهٔ پلیسی کرده بودند. فقط تعدادی از اعضای بازداشت‌نشدهٔ خانوادهٔ پویا اجازه پیدا کردند با حضور مأموران امنیتی در کنار آرامگاه پویا بختیاری حاضر شوند و توسط همین مأمورها تا خودروهای‌شان مشایعت شدند.
داریوش مهرجویی، رخشان بنی‌اعتماد، جعفر پناهی، محسن امیریوسفی و رضا درمیشیان از جمله سینماگرانی بودند که با وجود فضای امنیتی شدید برای یادبود چهلمین روز درگذشت پویا بختیاری در بهشت سکینه کرج حضور یافتند.

## دیگر رویدادها
- برخی از خانواده‌های جان‌باختگان اعتراضات به نتیجه انتخابات دهم ریاست‌جمهوری ایران به دیدار خانوادهٔ پویا بختیاری رفتند؛ از جمله، شهناز اکملی (مادر مصطفی کریم‌بیگی)، حوریه فرج‌زاده (خواهر شهرام فرج‌زاده)، سمیه شیردل (نامزد میثم احمدی)،[۱۳][۲۶] هاجر رستمی مطلق (مادر ندا آقاسلطان)،[۲۷][۲۸] اکرم نقابی مادر سعید زینالی،[۲۹] شهین مهین‌فر (مادر امیرارشد تاجمیر)، راحله احمدی (مادر صبا کردافشاری)،[۳۰] پروین فهیمی (مادر سهراب اعرابی)،[۳۱] گوهر عشقی (مادر ستار بهشتی)[۳۲][۳۳] و سکینه احمدی (مادر ابراهیم کتابدار)[۳۴] و نیز اعضای کانون صنفی معلمان و کانون بازنشستگان.
- ناهید شیرپیشه، مادر پویا بختیاری گفت:[۱۳]

ما مثل همیم، همه‌مان مثل همیم، همه آنهایی که در این راه فرزندشان را به کشور و میهن هدیه کردند با هم هم‌احساسند، درد هم را بهتر می‌فهمیم برای اینکه درد از دست دادن عزیز، پسری که با زحمت بزرگش کردم، به ثمر رساندمش، به قد و بالایش نگاه کردم، برای هیچ مادری آسان نیست. از همین روست که این مادران قصد دارند مثل مادران خاوران، مثل مادران پارک لاله و مثل مادران صلح، برای دهمین، صدمین و هزارمین بار کنار هم بشینند و هسته‌ای از مادران دوباره داغدار را تشکیل دهند.— 
- ناهید شیرپیشه اعلام کرد: «ما به دستگاه قضایی ایران اعتماد نداریم. نزدیک به یقین می‌دانیم که جواب ما را نخواهند داد، پاسخ این جنایتشان را نخواهند داد.» با وجود این، وی افزود که اسناد و مدارک را ارئه خواهند داد و شکایت خواهند کرد. او همچنین گفت که از مجامع بین‌المللی هم خواسته‌اند که دربارهٔ کشته شدن پسرش تحقیق کنند.[۳۵]
- مادر پویا بختیاری، در واکنش به طرح پرداخت خون‌بها به بعضی از قربانیان، آن را رد کرد و ارزش خون فرزندش را «بیش از میلیاردها» دیه دانست. او همچنین گفت: که مقام‌های جمهوری اسلامی «از خشم من و از آه من باید بترسند»، «نه تسلیت می‌پذیرم، نه دلجویی‌شان را».[۳۶]
- ابتدا در جواز دفن پویا بختیاری، نوشته شده بود: «مرگ بر اثر اصابت جسم سخت» که با پیگیری و اصرار پدر پویا، پیکر به پزشک قانونی منتقل شده و اصابت گلوله به جمجمه تأیید می‌شود.[۳۷]
- «من هم پسر کسی هستم»[۸] جمله‌ای که پویا بختیاری دقایقی پیش از کشته‌شدن روی ویدئویی که از اعتراضات گرفته بود، گفته بود، با واکنش‌های بسیاری مواجه شد و به شکل نمادین در دیوارنگاریهایی در سطح شهر تهران استفاده شد.[۳۸][۳۹][۴۰][۴۱][۴۲][۴۳]
- در ۱۴ آذر ۱۳۹۸ رضا پهلوی در تماس با خانواده پویا بختیاری با آنها ابراز همدردی کرد. پدر پویا در صفحهٔ اینستاگرامش نوشت: «با سپاس و امتنان از شاهزاده رضا پهلوی که با تماس و ابراز همدردی ما را سرافراز و دلگرم نمودند».[۴۴]
- محسن نامجو ترانه‌ای با عنوان «باد وزنده» را به پویا بختیاری و دیگر جان‌باختگان اعتراضات ۹۸ تقدیم کرد.[۴۵]
- در ۲۵ آذر ۱۳۹۸ محسن استادعلی «جایزه بهترین کارگردانی جشنواره سینما حقیقت» را به پویا بختیاری، تقدیم کرد. در پیام محسن استادعلی آمده‌است:[۴۶][۴۷][۴۸][۴۹]

«مدت زمان زیادی از وقایع آبان ماه نگذشته‌است. دوربین‌های ما مستندسازان خاموش بود و موبایل‌های جوانان این مرز و بوم روشن. ثبت حقیقت به حضور و دریافت جایزه نیست، به جسارتِ بودن است در تنگناهای اجتماعی. کاری که مردم به سرانجام رسانیدند و ما نظاره‌گر. این جایزه تقدیم می‌شود به روح بلندِ جسورترین دوربین و مستندساز این سرزمین، پویا بختیاری و همه دوربین‌های تا ابد روشن.»
- در ۲۸ آذر ۱۳۹۸ مایک پومپئو، وزیر امور خارجهٔ آمریکا دربارهٔ پویا بختیاری گفت:[۵۰]

«پویا بختیاری، مهندس برق و سرشار از زندگی که عاشق خواندن یکی از ترانه‌های الویس پریسلی بود، از آنچه که آن را رژیم جانی و فاسد ایران توصیف می‌کرد کلافه شده بود. پویا ماه گذشته به اعتراضات پیوست و مادرش ناهید نیز همراهش بود؛ ولی زمانی که نیروهای امنیتی به مردم حمله کردند، مادر و پسر از هم جدا شدند و بعد ناهید، مادرش، با کابوس هر مادر دیگری مواجه شد. بدن بی‌جان پسرش را دید که دست تظاهرکننده‌هاست و گلوله‌ای به سرش خورده و به دست نیروهای امنیتی رژیم کشته شده‌است. ناهید امروز همراه با بسیاری از خانواده‌ها و شهروندان دیگر در سراسر ایران به سوگ فرزندش نشسته‌است، اما در عین حال می‌گوید که آرمان‌های پویا آرمان‌های اوست و می‌خواهد که شاهد رسیدن مردم ایران به آزادی باشد»
منوچهر بختیاری، پدر پویا از مایک پومپئو تشکر کرد و نوشت:
سعدیا مرد نکونام نمیرد هرگز
مرده آن است که نامش به نکویی نبرند

اینجانب منوچهر بختیاری پدر جاوید پویا بختیاری از مایک پمپئو وزیر امور خارجه آمریکا که جان‌باختن فرزندم در برابر چشمان مادرش را جهانی و جاودانه نامیدند مراتب سپاس و تشکر خود را اعلام می‌نمایم.
- در ۳۰ آذر ۱۳۹۸ پدر و مادر پویا بختیاری در آستانهٔ مراسم چهلم پسرشان به وزارت اطلاعات احضار شدند[۵۲] و از آن‌ها خواسته شد که مراسم را در یک مکان سرپوشیده برگزار کنند.[۵۳] به آن‌ها گفته شد در صورت مخالفت با برگزاری مراسم در مکان مورد تأیید وزارت اطلاعات، اجازهٔ برگزاری مراسم چهلم پویا را نخواهند داشت.[۵۲] پدر پویا بختیاری، اعلام کرد که با این خواستهٔ وزارت اطلاعات مخالفت کرده‌است.[۵۳] او پیش‌تر در پیامی ویدئویی از همهٔ مردم دعوت کرده بود در تاریخ ۵ دی ۱۳۹۸ در مراسم چهلم فرزندش در بهشت سکینه شرکت کنند.[۵۴]
- خبرگزاری مهر بامداد ۳ دی ۱۳۹۸، به نقل از یک «منبع مطلع» از بازداشت خانوادهٔ پویا بختیاری، خبر داد.[۵۵][۵۶] بهمن صادقی‌نور، پسردایی پویا بختیاری نیز در گفتگو با ایران اینترنشنال گفت: «طی هجوم مأموران وزارت اطلاعات به منزل خانوادهٔ پویا بختیاری و انجام بازداشت گسترده، والدین و تعدادی از بستگان این خانواده از جمله پسر عموی ۱۱ ساله او، پدربزرگ، مادر بزرگ خواهر، شوهر خواهر، و داییِ پویا بختیاری نیز دستگیر شده‌اند».[۱۹][۵۷]
- پس از انتشار خبر دستگیری خانوادهٔ بختیاری، وزیر امور خارجهٔ آمریکا این عمل را قویا تقبیح کرد. پومپئو خواستار آزادی فوری این افراد شد و در توئیتی نوشت: «اکنون نوبت جامعه بین‌المللی است تا همراه هم در کنار مردم ایران بایستند و رژیم [جمهوری اسلامی] را پاسخگو کنند».[۵۸][۵۹][۶۰]
- مادربزرگ پویا بختیاری، روز ۴ دی ۱۳۹۸ با ضبط یک پیام ویدیویی که برای مسیح علی‌نژاد فرستاد، اعلام کرد اگر اعضای خانواده‌اش آزاد نشوند خود برای نوه‌اش مراسم چهلم را برگزار خواهد کرد. او با گلایه و زاری از وضعیت نامشخص و بی‌خبری از وضعیت فرزندان و اعضای خانواده بختیاری اظهار کرد: «نوه‌ام را کشته‌اند. فردا چهلم او است و من خبر ندارم اعضای خانواده‌ام کجایند. نمی‌دانم درد خود را به که بگویم. بچه‌های من را آزاد کنید. من دیگر طاقت ندارم و دارم می‌میرم».[۶۱][۶۲]
- پس از گذشت بیش از ۲ ماه از خاکسپاری پویا بختیاری، آرامگاه وی بدون سنگ مانده و پدرش در بازداشت است.[۶۳]
- منوچهر بختیاری و آصف بختیاری، پدر و عموی پویا بختیاری، که حدود یک ماه، بدون برگزاری دادگاه در بازداشت بودند، ۲ بهمن ۱۳۹۸ آزاد شدند.[۶۴][۶۵] غلامحسین اسماعیلی، سخنگوی قوه قضائیه، دلیل بازداشت خانوادهٔ پویا بختیاری را «وصل ضدانقلاب» به آنها و «تشویق و تحریک به اقدامات مجرمانه» اعلام کرده بود.[۶۵]
- ۱۰ بهمن ۱۳۹۸ همایون غنی‌زاده، تندیس بهترین خلاقیت و استعداد درخشان را برای فیلم «مسخره باز» از سیزدهمین جشن بزرگ منتقدان و نویسندگان سینما دریافت کرد. او جایزه‌اش را به پویا بختیاری و خانوادهٔ بختیاری تقدیم کرد.[۶۶][۶۷]
- ۳۰ بهمن ۱۳۹۸ منوچهر بختیاری، پدر پویا بختیاری شرکت در انتخابات یازدهمین دوره مجلس شورای اسلامی را تحریم کرد. او با انتشار عکس فرزندش، انتخابات را «فرمایشی» و شرکت در آن را «خیانت به خون جان‌باختگان میهن» توصیف کرد. وی در این مورد نوشت: «آقایان مردم را دعوت به حضور و شرکت در انتخابات می‌کنند می‌فرمایند: مردم رأی بدهید. رأی به چه کسی بدهند؟ به بی عدالتی، به ناحق کردن حقوق مردم، به فقر و گرانی، به فساد و تباهی، به فحشاء، به رانت خواری، به پراید ۷۰ میلیونی، به دلار ۱۴ هزار تومانی، به بنزین ۳ هزار تومانی، به بیکاری جوانان، به هر روز کوچکتر شدن سفرهٔ مردم، به دزدی و اختلاس مسئولان، یا متلاشی شدن جمجمهٔ پویای عزیزم به دستور ملا؟ مردم به کی رأی بدهند؟ من به عنوان پدر داغدار پویا اعلام می‌کنم شرکت در انتخابات فرمایشی حکومت، خیانت به خون جانباختگان میهن و آینده جوانان و نابودی کشور، قرآن، اسلام و قبول ظلم و ستم است».[۶۸][۶۹]
- ۹ اردیبهشت ۱۳۹۹ منوچهر بختیاری، پدر پویا بختیاری، با انتشار ویدیویی از قصد خود برای دادخواهی مرگ فرزندش از طریق دادگاه‌های خارج از ایران به ویژه دادگاه لاهه خبر داد.[۷۰] او از خانواده‌های جان‌باختگان و قربانیان، در طول حکومت جمهوری اسلامی، برای پیوستن به «کمپین دادخواهی» دعوت به عمل آورد.[۷۱]
- در اردیبهشت ۱۳۹۹ پدر پویا بختیاری در گفتگویی با شبکه ایران اینترنشنال گفت: «من هر روز فیلم جنازهٔ پویا را نگاه می‌کنم، برای اینکه انرژی بگیرم و راه پویا را ادامه دهم، فریاد پویا بشوم…».[۷۲][۷۳]
- در ۹ خرداد ۱۳۹۹ منوچهر بختیاری، پدر پویا بختیاری در ویدئویی اعلام کرد: سنگ قبر پویا توسط «حاکمیت» تخریب و به آن «بی‌حرمتی» کرده‌اند.[۷۴][۷۵]
- در تیر ۱۳۹۹ ویدیو و تصاویری از پدر پویا بختیاری در فضای مجازی منتشر شد که با در دست داشتن عکس قاسم سلیمانی، در سخنانی از وی تقدیر می‌کرد. این تصاویر به یکی از سوژه‌های جنجالی در شبکه‌های اجتماعی تبدیل شد. پس از انتشار تصاویر مذکور، منوچهر بختیاری با انتشار ویدئویی[۷۶] اعلام کرد که او و برادرش به «اجبار» و با «تهدید و ارعاب خانواده»، در مراسم بزرگداشت قاسم سلیمانی شرکت کرده‌اند.[۷۷] وی در این ویدئو، قاسم سلیمانی را «مزدور و آلت‌دست ملاها» و سپاه پاسداران را نهادی «ضدمردمی و فاشیستی» دانست.[۷۸][۷۹]
- در مهر ۱۳۹۹، خانوادهٔ پویا بختیاری با حضور در آرامگاه وی و انتشار یک ویدئو، درگذشت محمدرضا شجریان را تسلیت گفتند و با خانوادهٔ شجریان و مردم ایران همدردی کردند.[۸۰]

### بازداشت پدر پویا بختیاری
تیر ۱۳۹۹، منوچهر بختیاری، پدر پویا بختیاری که به همراه همسرش به جزیره کیش سفر کرده بود بازداشت شد. ۲۵ مرداد ۱۳۹۹، مادر منوچهر بختیاری از اعتصاب غذای فرزند خود خبر داد. پدر پویا بختیاری در ۱۵ آذر ۱۳۹۹ پس از تحمل حدود پنج ماه بازداشت، با قرار وثیقه آزاد شد.

### ناپدید شدن عموی پویا بختیاری
۱۲ آبان ۱۳۹۹، بی بی زهرا بختیاری، مادربزرگ پویا بختیاری، با انتشار یک ویدئو از ناپدید شدن پسرش مهرداد بختیاری، خبر داد. او در بخشی از این ویدئو گفت: «پویایم را کشتید. منوچهرم را چهار ماه است که دزدیده‌اید و برده‌اید. مهردادم رفت نان بگیرد، تا صبح نیامده است… چه دشمنی با من دارید؟ جمهوری اسلامی، من با شما دشمنی ندارم، بچه من را آزاد کنید.»
روز شنبه ۲۹ آذر ۱۳۹۹ بنابر گفته منوچهر بختیاری، برادرش مهرداد عموی پویا بختیاری، به ۵ سال حبس تعلیقی و ۲ سال ممنوعیت خروج از کشور محکوم شد.

### بازداشت موقت مادر پویا بختیاری
۲۲ خرداد ۱۴۰۰، ناهید شیرپیشه به همراه نرگس محمدی، جعفر عظیم‌زاده، مادر ابراهیم کتابدار و پوران ناظمی که برای دیدار با خانوادهٔ نوید افکاری به شیراز سفر کرده بود، در مقابل زندان عادل‌آباد شیراز بازداشت و پس از چند ساعت آزاد شد.

### شهادتِ مادر پویا بختیاری در دادگاه بین‌المللی مردمی آبان
۱۹ آبان ۱۴۰۰ در نخستین روز دادگاه بین‌المللی مردمی آبان برای رسیدگی به کشتار و سرکوب در جریان اعتراضات سراسری سال ۱۳۹۸، ناهید شیرپیشه، مادر پویا بختیاری گفت: «به خانه ما یورش آوردند، تصاویر پسرم را از روی دیوار خانه کندند.» او اشاره کرد که مأموران دفتر خاطرات فرزندش و خودش و همچنین کامپیوتر و شناسنامهٔ پویا بختیاری و گواهی فوت او را نیز با خود بردند. وی دربارهٔ اعتراضات گفت: «این ادامهٔ ظلم ۴۰ ساله بود که ما مردم نجیب و صبور را به خیابان کشید.» او همچنین گفت که دادخواهی در ایران «جرم بسیار سنگینی» است. مادر پویا بختیاری خواستار محاکمه بالاترین مقام‌های جمهوری اسلامی به دلیل صدور دستور قتل معترضان شد.

### مصادره تلفن همراه مادر پویا بختیاری
۱۴ بهمن ۱۴۰۰ ناهید شیرپیشه مادر پویا بختیاری در ویدئویی خبر داد که وزارت اطلاعات او را تحت فشار قرار داده تا «یک گوشی همراه بدون امکانات سیستم عامل اندروید» داشته باشد. او در این ویدئو در حالی که مقابل دفتر پیشخوان دولت مربوط به امور مشترکان تلفن همراه ایستاده بود گفت که برای چندمین بار برای «سوزاندن سیم‌کارت» خود به این دفتر مراجعه کرده‌است. او در ادامه گفت مأموران امنیتی برای چندمین بار «بدون اجازه» وارد خانه‌اش شده و به زور گوشی را از دست او گرفته و برده‌اند و او هر بار مجبور می‌شود برای خرید سیم‌کارت و گوشی جدید حقوق یک ماه خود را پرداخت کند. مأموران به او گفته بودند که باید «گوشی ساده» بدون امکانات اندروید تهیه کند.